# Gesina ter Borch

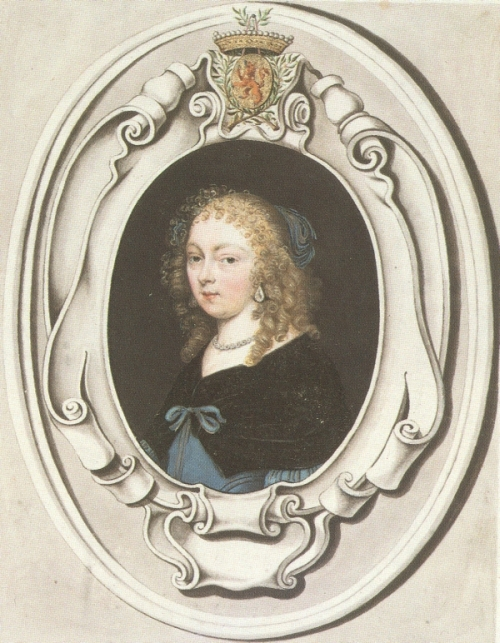
Gesina ter Borch, Selbstbildnis

Gesina ter Borch (getauft am 15. November 1633 in Zwolle; † 16. April 1690 in Deventer) war eine holländische Malerin und Zeichnerin.

## Leben
Sie war Tochter von Gerard ter Borch d. Ä. und jüngere Schwester von Gerard ter Borch d. J. Sie lernte von ihrem Vater das Zeichnen und stand ihm und ihren Brüdern oft Modell.
Gesina ter Borch war vorwiegend als Zeichnerin tätig und hat nur wenige Gemälde gemalt. 1667 malte sie zusammen mit ihrem Bruder Gerard ein postumes Porträt des jüngeren Bruders Moses. Ihr ist es maßgeblich zu verdanken, dass die Sammlung mit frühen Familienwerken, die sich heute im Amsterdamer Rijksmuseum befindet, bis heute im Wesentlichen erhalten blieb.

## Ausgewählte Werke
- Amsterdam, Rijksmuseum
  - Bildnis des Moses ter Borch. 1667 (zusammen mit Gerard ter Borch d. J.)

## Gesina als Modell

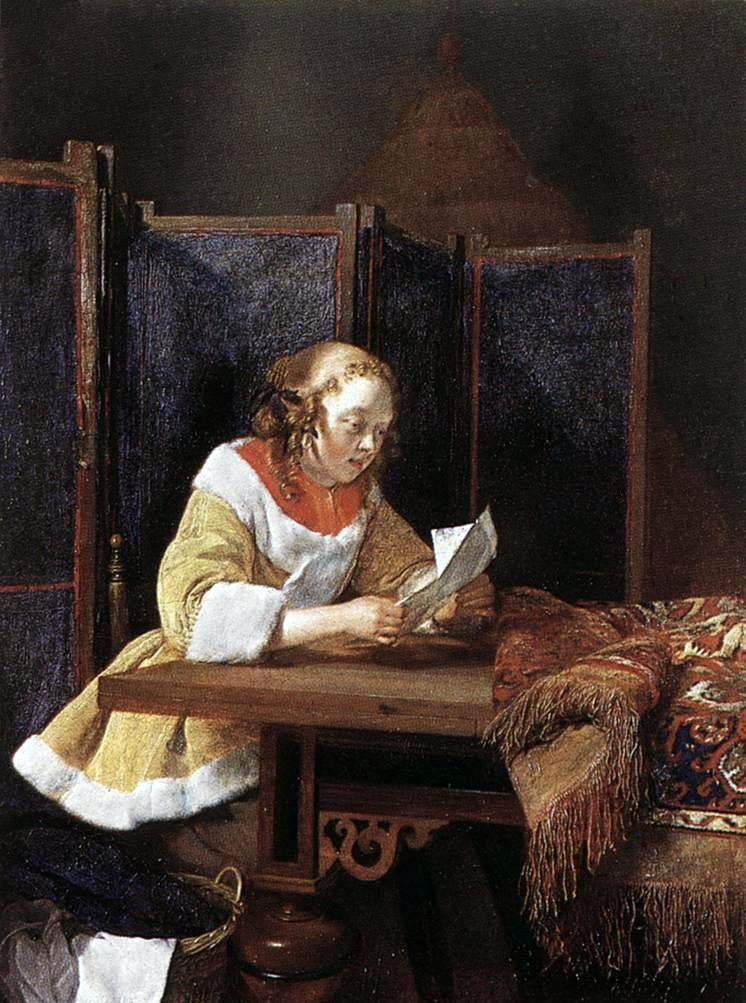
Der erhaltene Brief
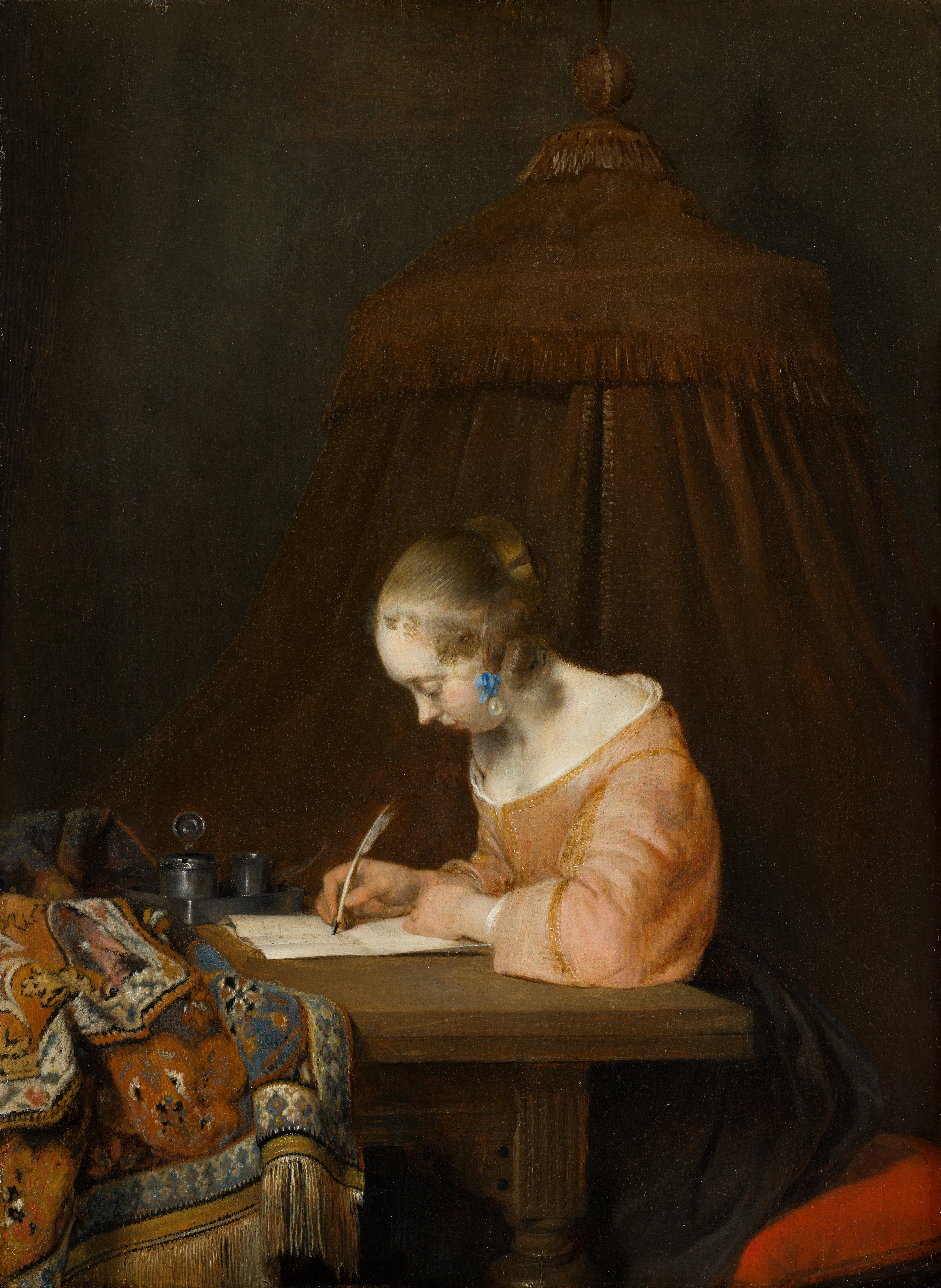
Die Briefschreiberin
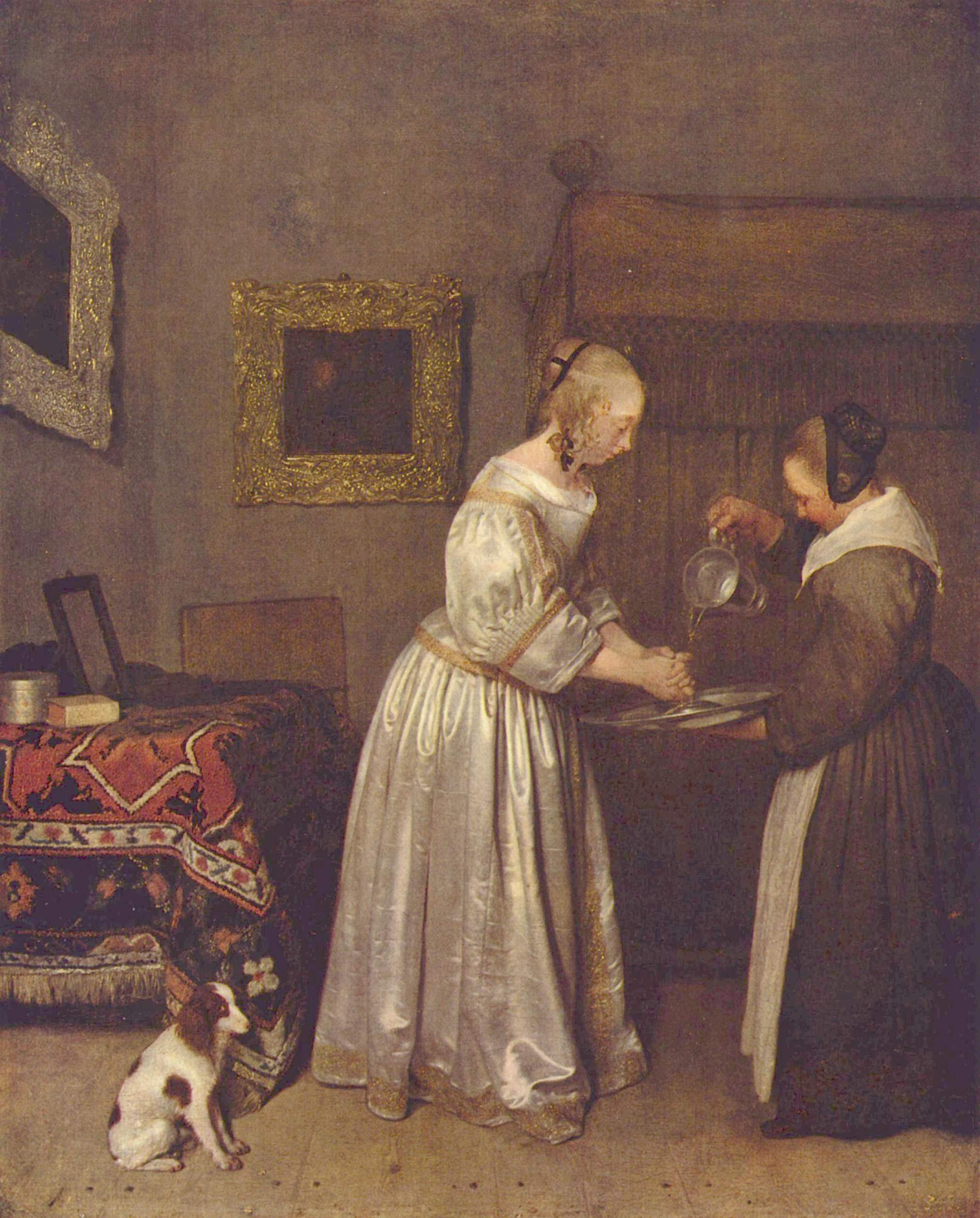
Beim Händewaschen
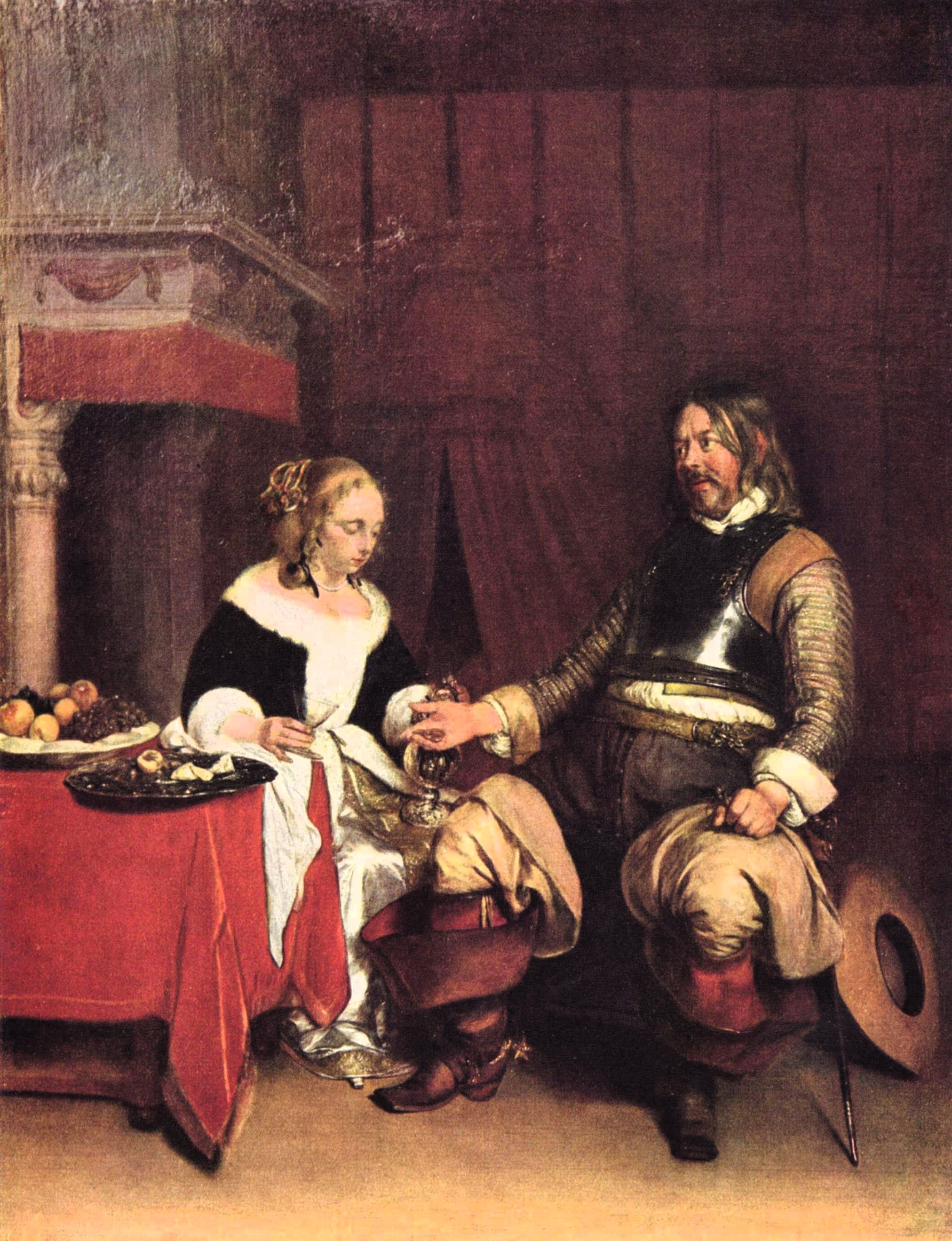
Mit einem galanten Soldaten